# Псынашхибль
Псына́шхибль (кабард.-черк. Псынэщхьибл) — холодные серные источники на западе Кабардино-Балкарии.

## Характеристики
Псынашхибль находится в центральной части Зольского района, чуть выше впадения в Малку его правого притока — Большие Кураты, в 0,7 км к западу от села Каменномостское. Источник вплотную примыкает к реке Малка, в которую практически сразу попадают бьющие из под земли ключи с ледяной бурлящей водой. Высота над уровнем моря — 925 м.
Псынашхибль состоит из нескольких ключей бьющих из под земли и образующих своеобразные «колодцы» (или «блюдца») с родниковой водой. Сами источники являются серными, однако лёгкий запах серы ощущается лишь при подходе к роднику. Температура воды в источнике составляет 10-12 °C и не меняется по сезонам года.
Вода в роднике постоянно прозрачная с синим оттенком. Камни в воде покрыты бело-жёлтым налётом, что указывает на высокое содержание серы в нём.
Всего колодцев с источниками раньше было семь, что и отражено в его названии. Однако из-за сильного наводнения, связанного с разливом реки Малка в 2002 году, некоторые колодцы были частично разрушены и теперь прямиком попадают в Малку, не застаиваясь в колодцах.

## Этимология
Псынашхибль (кабард.-черк. Псынэщхьибл) в переводе с кабардинского языка означает — «семь родников» или «семиключье».

## Галерея

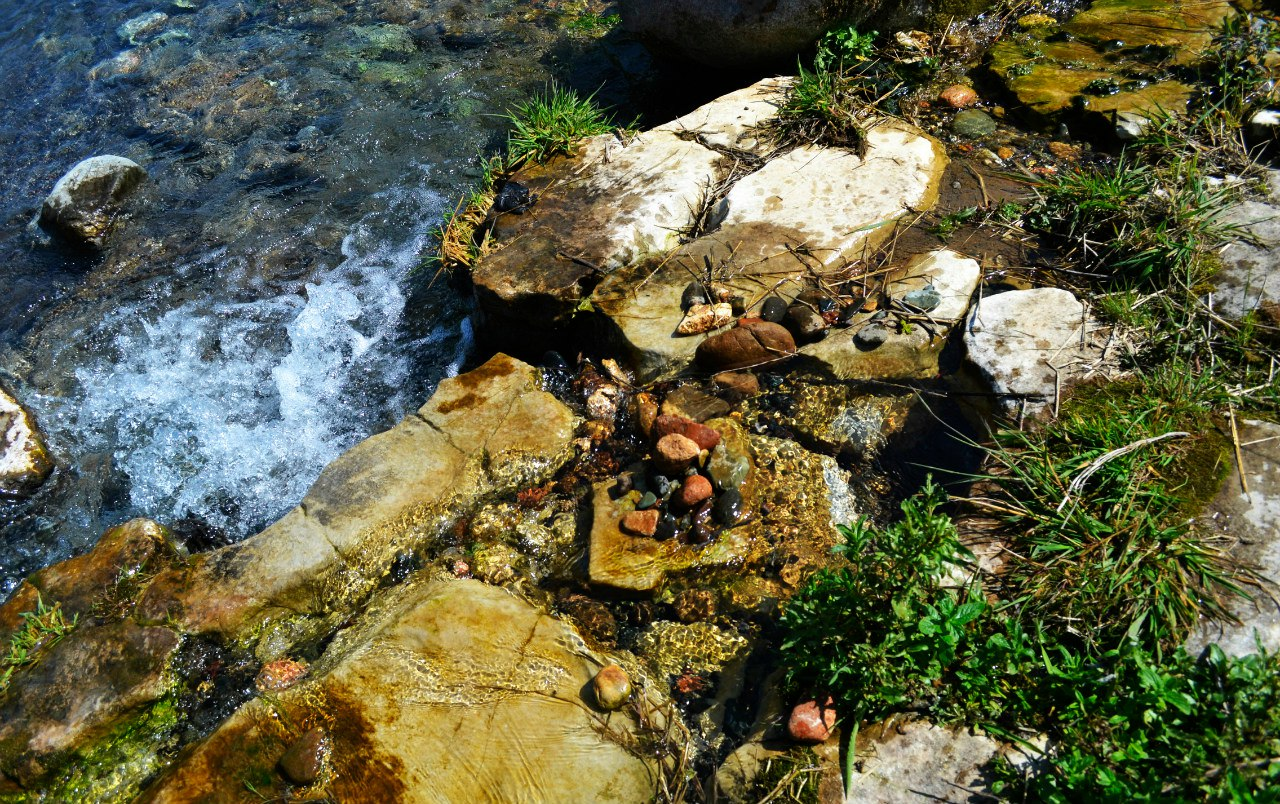
Один из бьющих ключей Псынашхибля
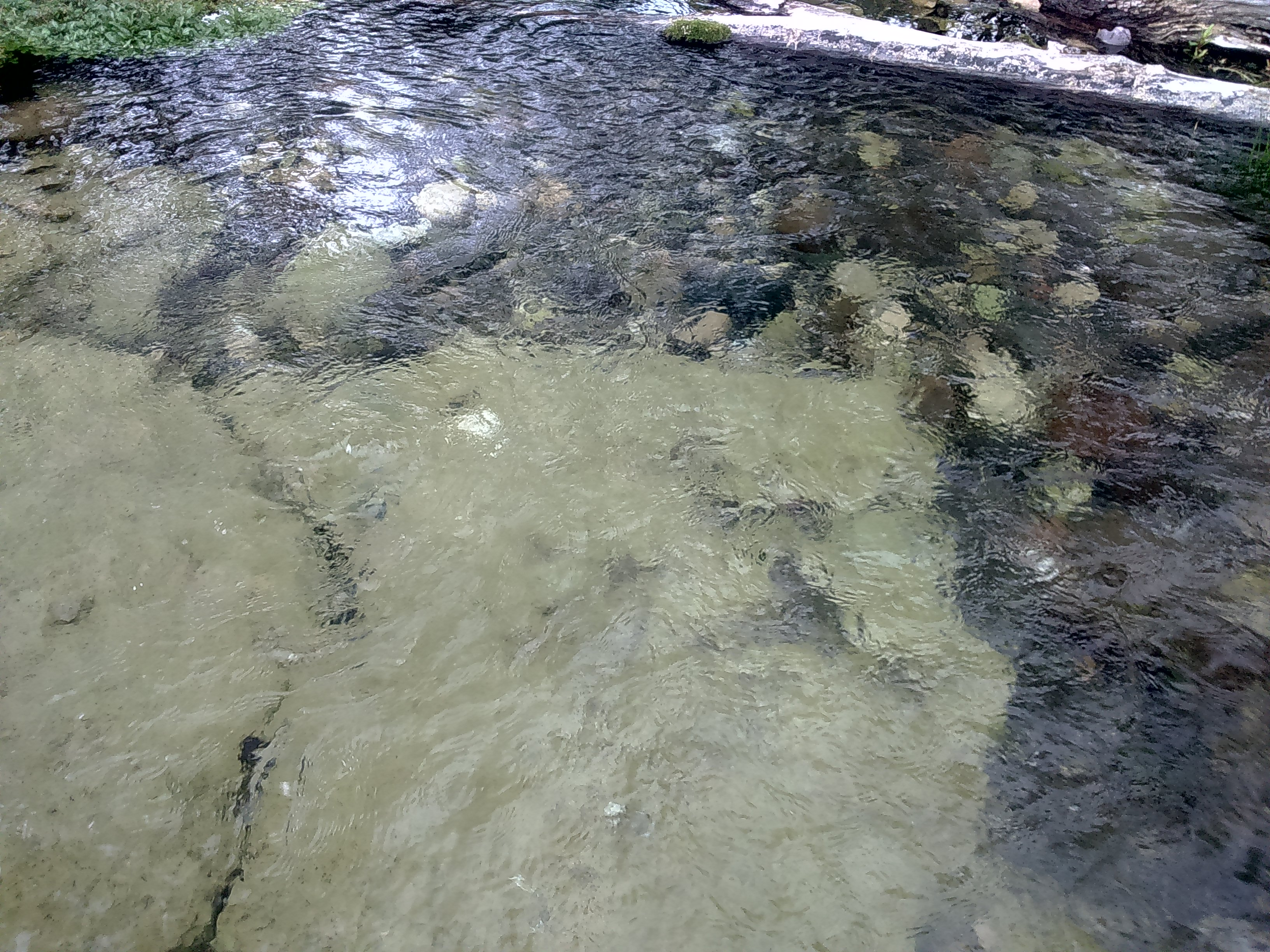
Один из «колодцев» с источником
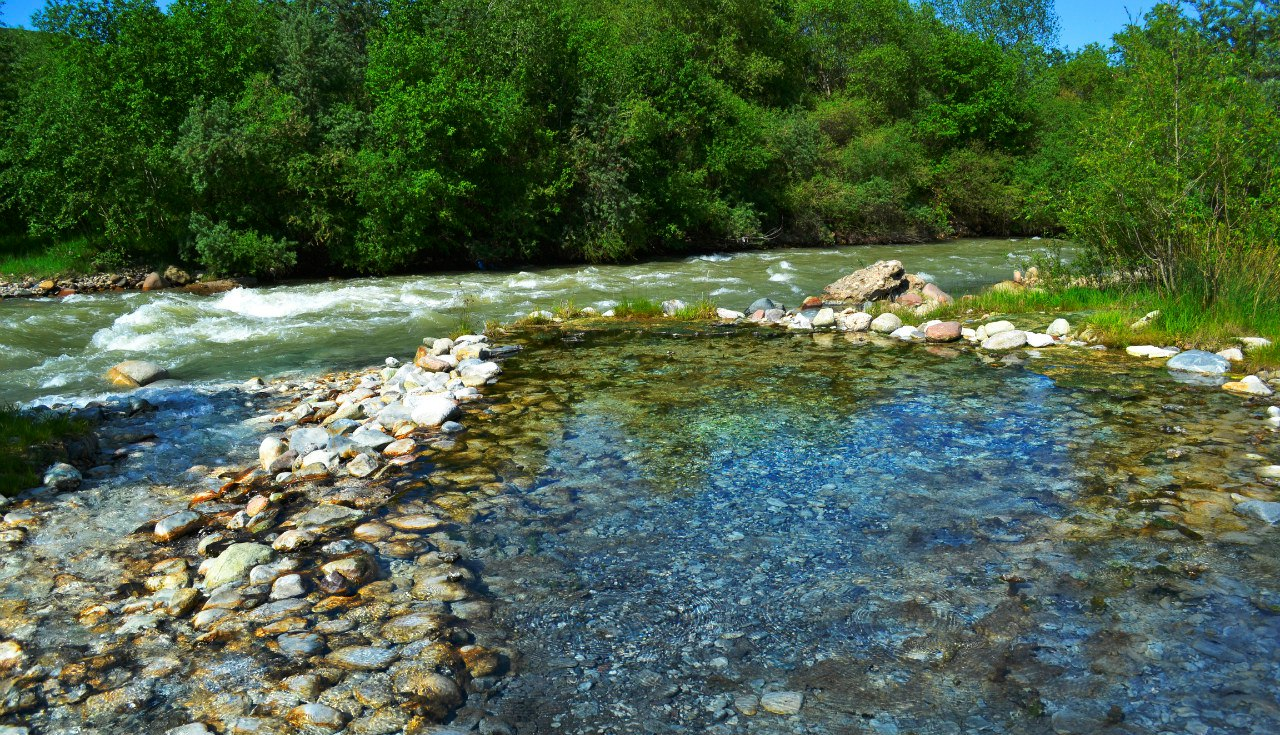
«Колодец» с источником у реки Малка